# كريولانس (مسرحية)
كريولانس هي مأساة من تأليف ويليام شكسبير، بنيت على قصة حياة القائد الأسطوري الروماني غايوس كوريولانوس، نشرت لأول مرة عام 1623.

## الشخصيات الرئيسية

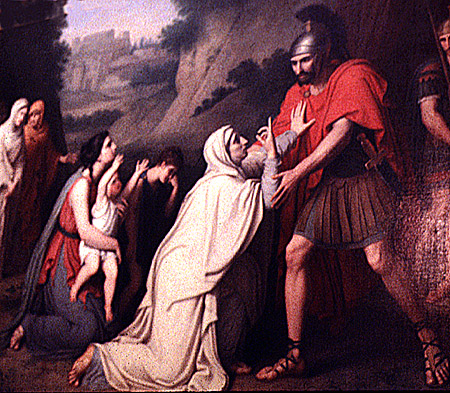
"فينتوريا تحت أقدام كريولانس" رسمها جاسبار لاندي.

- كايوس ماتريوس يلقب بكريولانس «قائد حربي»
- ميننياس أجريبا«أحد النبلاء وعضو مجلس شيوخ بروما»
- كومينياس، تيتاس، لارتياس «قادة»
- فولومنيا «أم كوريولانس»
- فيرجيليا «زوجة كريولانس»
- مارتيوس الصغير «أبن كريولانس»
- فاليريا «سيدة روما»
- سينياس، بروتس «مناضليين شعبيين بروما»
- تالاس أوفيدياس «قائد بجيش الفولسيكي»

## نبذة
تبدأ المسرحية في روما بعد تفجير ملوك التاركيين بروما، أندلع الشغب بسبب كبح مواطنين عاديين لمخازن الحبوب، وكان المشاغبين ساخطيين تحديدا من كريولانس، حيث كان مسؤلا بشكل ما عن حماية مخازن الحبوب، ألتقى المتمردون بأحد النبلاء يدعي ميننياس أجريبا، وككريولانس نفسه حاول تهدئة المتمردين، فيما أن كريليوس نفسه كان محتقر من قبلهم، ويقول أن العامة لا يستحقون الحبوب لانعدام خبرتهم العسكرية، أثنان من المدافعين عن الحقوق الشعبية في روما سينياس وبروتس، قاموا بالتهكم وشجب كريولانس بشكل شخصي، غادر روما بعد أن زفت إليه الأنباء أن الفولسيكي في ميدان الحرب.
تالاس أوفيدياس «قائد بجيش الفولسيكي» حارب ضد كريولانس في مناسبات عديدة ويعتبره عدوه اللدود الجيش الروماني محكوم بكومنياس، وكريولانس كوكيله، وفيما يأخد كومنياس جنوده لملاقاة أوفيدياس يقود كريولانس هجوم على مدينة كوريولس، حصار كريولس يفشل مبدئيا، ولكن كريولانس ينجح في فتح بوابات المدينة عنوة، ويغزوها الرومان، وبالرغم من الإنهاك الذي أصابه بسبب القتال، كريولانس تحرك بسرعة ليجتمع بجيش كونياس ويحاربوا القوات الفولسكية، يلتقي العدوان اللدودان كريولانس وأوفيدياس في معركة فردية، والتي تنتهي عندما يسحب أوفيدياس جنوده من قلب المعركة.
ولشجاعته المضنية، يقوم كومنياس بإعطائه لقب كريولانس بدلاً من مارتيس، وعند عودتهم لروما تقوم والدة كريولانس فولومنيا بتشجيعه على الألتحاق بالمجلس، يتردد كريولانس في البداية ولكنه ينصاع لأوامر والدته، وبدون جهد يذكر يحصل كريولانس على موافقة عضو مجلس شيوخ روما، ويبدو للوهلة الولى أنه كسب قلوب العامة أيضاً. مهما يكن، بروتاس وسينياس كانوا يخططوا لإصابة كريولانس بكارثة، وقاموا بتحريك أحد المتمردين ليصبح معارضا له، بمواجهة هذا المعارض يستشيط كريولانس غضبا ويرفض تماما فكرة حكم الشعب، ووصف أن تكون قوة الشعب فوق قوة النبلاء «بالغربان التي تصطاد النسور»، يغضب المتمردين من كريولانس ويطالبوا بنفيه.
بعد نفيه من روما، يبحث كريولانس عن أوفيدياس في العاصمة الفوليسكية، ويخبرهم أنه سيقود الجيش الفالسكي للنصر ضد روما، ويقوم أوفيدياس وقائده الأعلى بمعانقة كريولانس، ويسمحوا له بقيادة انقضادة جديد على مدينة روما.
تحاول روما في زعرها الشديد أن تعدل كريولانس بيأس للعدول عن حملته الانتقامية، ولكن كلا من كومنياس ومينياس يفشلان. أخيرا، تُرسل فولوميا لملاقاة أبنها، مع زوجته وأبنه وسيدة أخرى، بين الفولسكيان والرومان، وعندما يعود كريولانس للعاصمة الفولسكية، يقوم المتمريين بقيادة أوفيديوس بقتله لسبب خيانته لهم.